# Batman & Robin (videogioco)
Batman & Robin è un videogioco in stile avventura dinamica ispirato all'omonimo film. È stato sviluppato dalla Probe Entertainment e pubblicato dalla Acclaim Entertainment per la prima PlayStation nel 1998, mentre la versione per Game.com, uscita nel terzo trimestre dell'anno precedente, è stata sviluppata e pubblicata dalla Tiger Electronics, in coincidenza con l'uscita del film.

## Modalità di gioco
La versione PlayStation utilizza elementi in stile sandbox, come eventi in tempo reale, simulazione del traffico e gli stessi civili.
Ognuno dei personaggi giocabili, ovvero Batman, Robin e Batgirl, utilizza un veicolo tutto suo (la Batmobile per Batman, la moto Redbird per Robin e la Batblade per Batgirl). Il giocatore è chiamato a viaggiare attraverso tutta Gotham City e completare varie missioni individuali, tra cui impedire a Mr. Freeze di derubare una banca o un negozio di gioielli. La maggior parte degli eventi (di cui alcuni direttamente derivati dal film e altri inventati apposta per il gioco) si attivano a un certo orario, come ad esempio una rapina in banca da parte dello stesso Mr. Freeze, che avverrà alle ore 19. Tuttavia, per scoprire l'insieme, il giocatore è obbligato a trovare degli indizi, che aiuteranno Batman e compagni a sventare il crimine. Nel caso non si riesca a trovare abbastanza indizi, l'evento accade e la missione fallisce.
Il personaggio giocante dispone di due modalità di gioco: la prima, quella investigativa, consente di saltare, interagire con gli oggetti, usare i batarang ed esplorare l'ambiente, mentre quella combattiva obbliga il giocatore a usare pugni e calci, e lo priva della possibilità di saltare. La modalità investigativa, però, consente anche di curarsi, possibilità anch'essa esclusa nella modalità combattiva. Inoltre, entrambe le modalità possono anche funzionare a velocità normale o tripla di movimento.

## Accoglienza
Come il film, anche la versione PlaySation è stata un fallimento commerciale e d'accoglienza. La rivista Next Generation l'ha votata con due stelle su cinque, dichiarando: "saremo caritatevoli e crederemo che la Acclaim fosse obbligata per contratto a pubblicare questo gioco, per poi ignorarla. Seppur non nella stessa lega di altri orrori su licenza della Acclaim, Batman & Robin rimane maledettamente orribile". Il sito web IGN, votandolo con un 5/10, ha dichiarato: "alla fine, acquisterete questo gioco solo se siete fanatici di Batman, non perché è un bel gioco".

## Curiosità
- Oltre alla Batcaverna e alla Villa Wayne, è possibile esplorare una seconda Batcaverna segreta, accessibile sempre nella Villa Wayne. Per accederla, bisogna, durante il secondo giorno, trovare una stanza di computer contenente dei computer fissi, i quali, una volta accesi, visualizzano delle immagini dei produttori del gioco. Una volta accesi tutti i computer e ripulita la stanza di tutti i personaggi ivi presenti, si otterrà una chiave che permetterà di accedere alla Villa Wayne a piedi, ma, invece di entrare nella villa, sarà possibile esplorare la suddetta seconda Batcaverna segreta, che presenterà ben due sale da ballo, oltre che a usare un computer contenente il videogioco Bat-Galaga e un altro contenente Bar-RC Car. Vi è anche un piccolo spazio dove Batman diventa invincibile a qualsiasi danno per tutta la durata del gioco.
  - Il Bat-Galaga è una completa parodia del suddetto Galaga, e contiene l'unica audioclip del gioco, pronunciata da Batman: I want my medication! ("Voglio le mie medicine!").
  - Il Bat-RC Car è invece un minigioco nel quale si controlla una mini Batmobile in un ambiente tipo demolition derby. La cosa strana è che Batman/Robin/Batgirl può scendere dal veicolo ma presentarsi a dimensioni standard, e risalirvi e tornare a dimensioni minuscole.
- Il gioco è parzialmente collegato con Batman: Dark Tomorrow, in quanto la Probe Entertainment, sviluppatrice di questo gioco, aveva un fondatore che in seguito la abbandonò e creò la HotGen, creatrice di Dark Tomorrow.